# NGC 7814
NGC 7814 este o galaxie spirală aflată la aproximativ 40 de milioane de ani-lumină de Soare, în constelația Pegasus. Poate fi observată din lateral. Se aseamănă cu Messier 104.